# 데니스 스미스 주니어

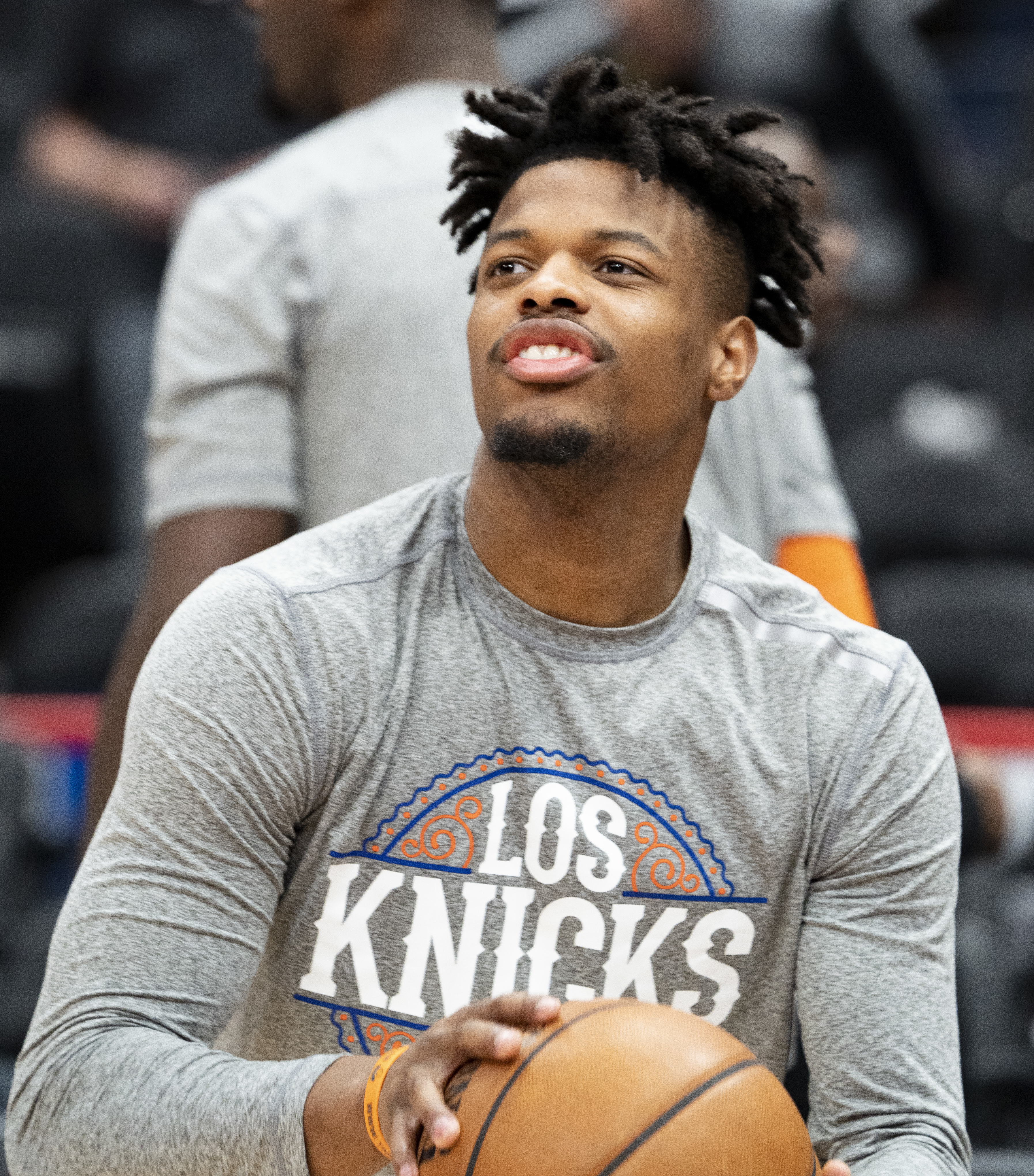
2020년 뉴욕 닉스에서의 모습

데니스 스미스 주니어(Dennis Smith Jr., 본명: 데니스 클리프 스미스 주니어, Dennis Cliff Smith Jr., 1997년 11월 25일 ~ )는 NBA(전미 농구 협회)의 브루클린 네츠(Brooklyn Nets)에서 마지막으로 뛰었던 미국 프로 농구 선수이다. 대학 농구의 한 시즌 동안 노스 캐롤라이나 주립 대학에 다녔으며 ACC(애틀랜틱 코스트 콘퍼런스)에서 신입 선수이자 올해의 ACC 신입생으로 두 번째 팀 전체 컨퍼런스 영예를 얻었다.
스미스는 2017년 NBA 드래프트에서 전체 9순위로 댈러스 매버릭스에 지명됐다. 스미스는 댈러스에서 두 시즌을 보낸 후 2019년 1월 뉴욕 닉스로 트레이드되었다. 그는 2021년 2월 디트로이트 피스톤스로 트레이드되었고 이후 같은 해 9월 FA로 포틀랜드 트레일 블레이저스에 합류했다. 그는 오른쪽 팔꿈치 부상을 입은 후 2022년 2월 블레이저스에서 면제되었고 2022년 오프시즌에 샬럿 호네츠와 계약을 맺었다. 2023년 7월 브루클린 네츠와 계약했다.

## 프로 경력
- 댈러스 매버릭스 (2017-2019)
- 뉴욕 닉스(2019~2021)
- 디트로이트 피스톤스 (2021)
- 포틀랜드 트레일블레이저스(2021~2022)
- 샬럿 호네츠 (2022-2023)
- 브루클린 네츠(2023~2024)